# OTI Festival
 (septembre 2012).

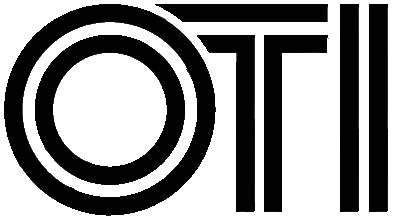
OTI logo

Le Festival O.T.I (officiellement plus connu sous le nom du Grand Prix de la Chanson Ibéro-Américaine) était une compétition musicale qui s'est déroulée de 1972 jusqu'en 1998, et avec une dernière édition en 2000, où participaient les pays membres de l’Organisation des Télécommunications Ibéro-Américaines, qui rassemblaient les pays d'Ibéro-Amérique ainsi que le Portugal, l'Espagne, et les communautés hispanophones et lusophones du Canada et des États-Unis. 
Le OTI Festival était calqué sur le Concours Eurovision de la chanson et a été précédé en 1969 et 1970 par le Festival de la chanson latine à Mexico.

## Gagnants

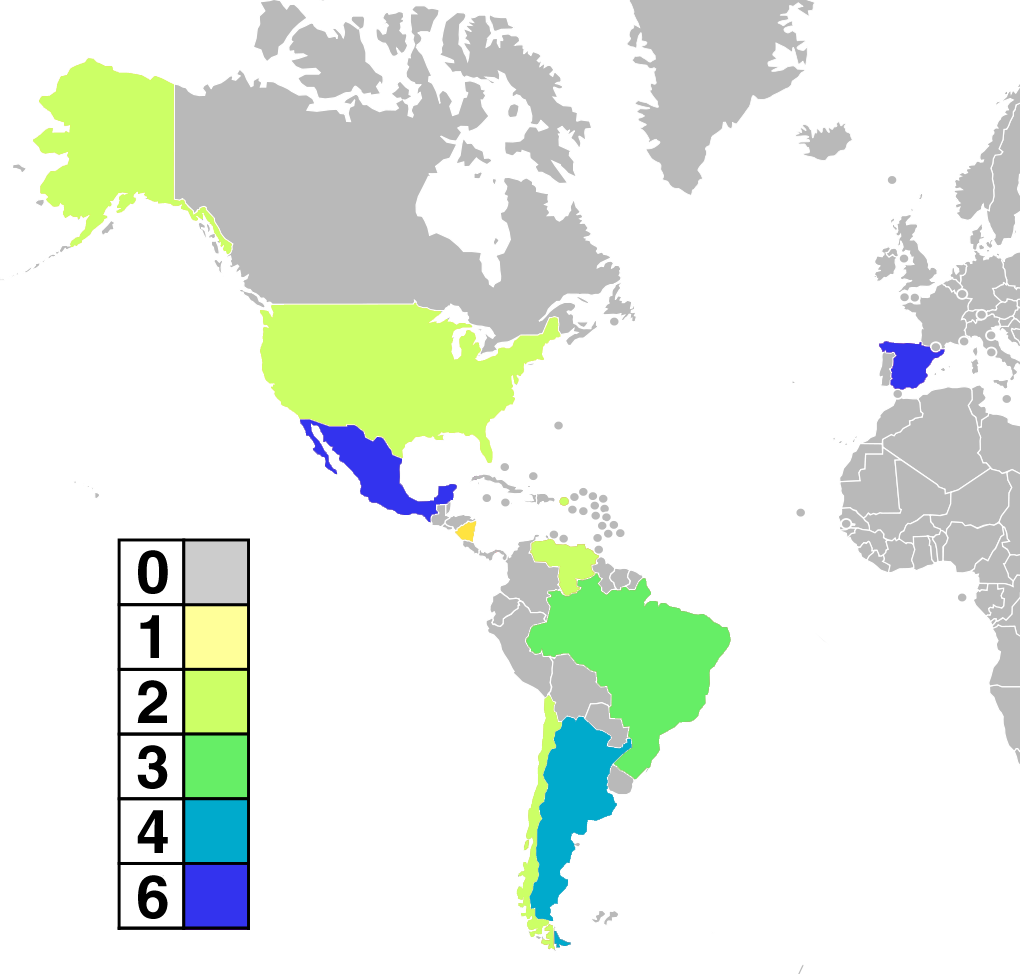
Pays vainqueurs au Festival OTI.

| Année | Pays       | Chanson                                                              | Chanteur/chanteuse                             |
| ----- | ---------- | -------------------------------------------------------------------- | ---------------------------------------------- |
| 1972  | Brésil     | Diálogo                                                              | Claudia Regina & Tobías                        |
| 1973  | Mexique    | Qué alegre va María                                                  | Imelda Miller                                  |
| 1974  | Porto Rico | Hoy canto por cantar                                                 | Nydia Caro                                     |
| 1975  | Mexique    | La felicidad                                                         | Gualberto Castro                               |
| 1976  | Espagne    | Canta, cigarra                                                       | María Ostiz                                    |
| 1977  | Nicaragua  | Quincho Barrilete                                                    | Guayo González                                 |
| 1978  | Brésil     | El amor... cosa tan rara                                             | Denise de Kalafe                               |
| 1979  | Argentine  | Cuenta conmigo                                                       | Daniel Riolobos                                |
| 1980  | Porto Rico | Contigo, mujer                                                       | Rafael José                                    |
| 1981  | Espagne    | Latino                                                               | Francisco                                      |
| 1982  | Venezuela  | Puedes contar conmigo                                                | Grupo Unicornio                                |
| 1983  | Brésil     | Estrela de Papel                                                     | Jessé                                          |
| 1984  | Chili      | Agualuna                                                             | Fernando Ubiergo                               |
| 1985  | Mexique    | El fandango aquí                                                     | Eugenia León                                   |
| 1986  | États-Unis | Todos                                                                | Damaris, Miguel Ángel Guerra & Eduardo Fabiani |
| 1987  | Venezuela  | La felicidad está en un rincón de tu corazón                         | Alfredo Alejandro                              |
| 1988  | Argentine  | Todavía eres mi mujer                                                | Guillermo Guido                                |
| 1989  | Mexique    | Una canción no es suficiente                                         | Analí                                          |
| 1990  | Mexique    | Un bolero                                                            | Carlos Cuevas                                  |
| 1991  | Argentine  | Adónde estás ahora                                                   | Claudia Brant                                  |
| 1992  | Espagne    | A dónde voy sin ti                                                   | Francisco                                      |
| 1993  | Espagne    | Enamorarse                                                           | Ana Reverte                                    |
| 1994  | Argentine  | Canción despareja                                                    | Claudia Carenzio                               |
| 1995  | Espagne    | Eres mi debilidad                                                    | Marcos Llunas                                  |
| 1996  | Espagne    | Mis manos                                                            | Anabel Russ                                    |
| 1997  | Mexique    | Se diga lo que se diga                                               | Iridian                                        |
| 1998  | Chili      | Fin de siglo: Es el tiempo de inflamarse, deprimirse o transformarse | Florcita Motuda                                |
| 2000  | États-Unis | Mala hierba                                                          | Hermanas Chirino                               |

| Triomphes | Pays       | Années                             |
| --------- | ---------- | ---------------------------------- |
| 6         | Espagne    | 1976, 1981, 1992, 1993, 1995, 1996 |
| 6         | Mexique    | 1973, 1975, 1985, 1989, 1990, 1997 |
| 4         | Argentine  | 1979, 1988, 1991, 1994             |
| 3         | Brésil     | 1972, 1978, 1983                   |
| 2         | États-Unis | 1986, 2000                         |
| 2         | Porto Rico | 1974, 1980                         |
| 2         | Chili      | 1984, 1998                         |
| 2         | Venezuela  | 1982, 1987                         |
| 1         | Nicaragua  | 1977                               |